# Irena Grywińska

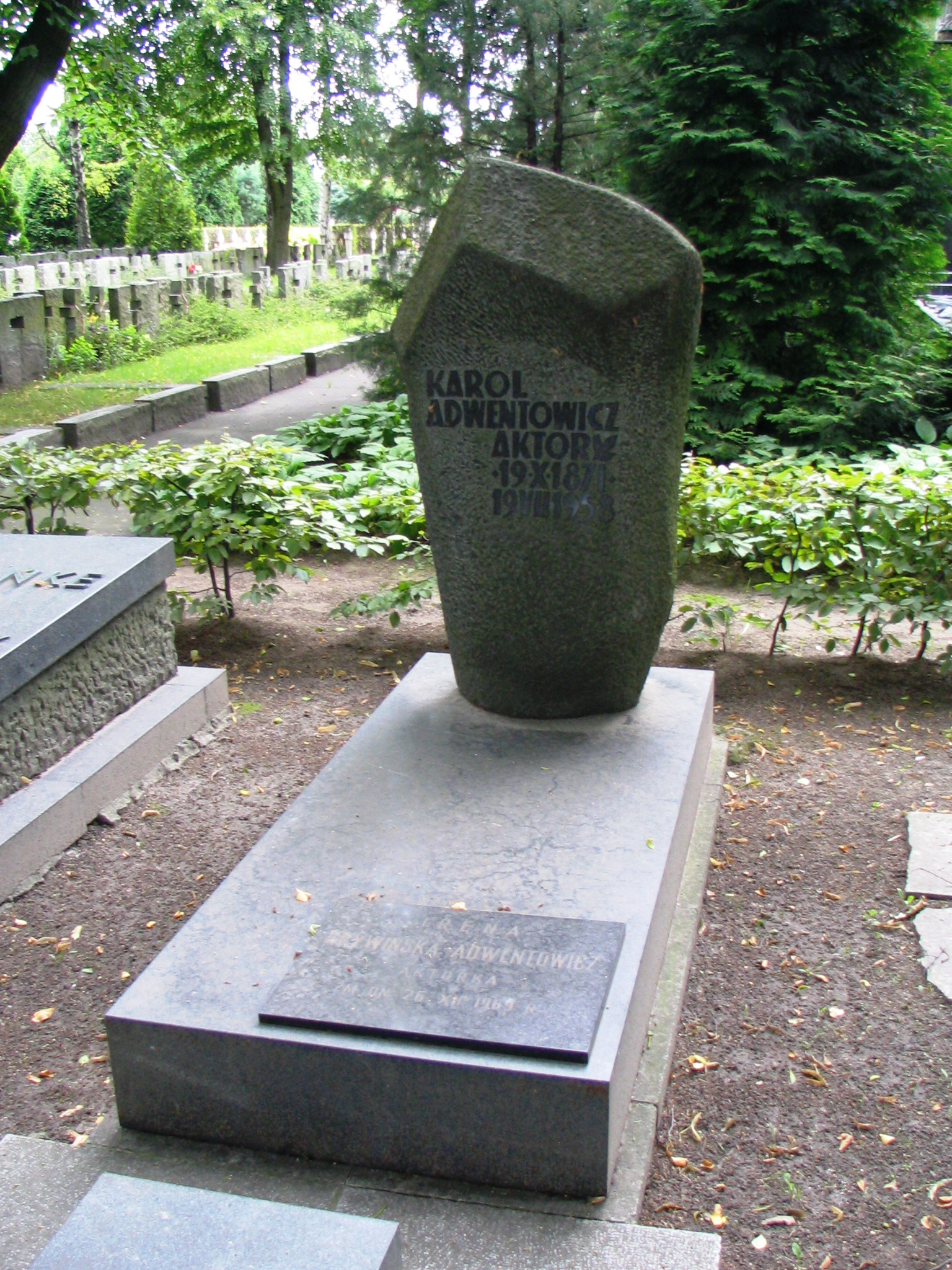
Grób Ireny Grywińskiej-Adwentowicz i jej męża Karola na cmentarzu Wojskowym na Powązkach

Irena Grywińska, również Grywińska-Adwentowicz (ur. 28 października 1895 w Kaliszu, zm. 26 grudnia 1969 w Warszawie) – polska aktorka, reżyserka.

## Życiorys
Urodziła się w rodzinie Stanisława i Franciszki Stangów (Sztangów). Szkołę średnią ukończyła w Kaliszu, studiowała języki obce w Dreźnie. Aktorstwa uczyła się pod kierunkiem T. Rolanda i K. Borowskiego. Debiutowała w 1923 w Teatrze Miejskim w Łodzi. W sezonie 1923/24 występowała w Teatrze im. A. Fredry w Warszawie. W lecie 1924 grała w warszawskim Teatrze Bagatela, w sezonie 1924/25 w Teatrze im. W. Bogusławskiego. Na sezon 1925/26 zaangażowała się do Teatru Miejskiego w Łodzi. Od 6 sierpnia 1926 grała gościnnie w Teatrze Polskim w Warszawie. Od stycznia do września 1927 występowała w zespole objazdowym Karola Adwentowicza, m.in. w Kaliszu, Kielcach, Radomiu, Zamościu, Stanisławowie, Przemyślu, Tarnowie, Drohobyczu, Częstochowie, Płocku. W latach 1927–1930 należała do zespołu Teatru Miejskiego w Łodzi. Na sezon 1930/31 została zaangażowana do Teatrów Miejskich we Lwowie (grała głównie na scenie Teatru Małego). W 1931 występowała gościnnie w Teatrze Nowym w Poznaniu. Od lutego 1932 grała w Instytucie Reduty w Warszawie, a następnie w objeździe. W latach 1932–1939 prowadziła (wspólnie z mężem) prywatny Teatr Kameralny w Warszawie, w którym także grała (Amelię w Mazepie Juliusza Słowackiego, Norę Henryka Ibsena) i reżyserowała. W 1939 występowała też w warszawskim kabarecie Nowy Momus. W sezonie 1933/34 zagrała dwie role w Teatrze Ateneum. 
W czasie okupacji niemieckiej do 1942 pracowała w Warszawie jako kelnerka w barze „Pod Znachorem”, potem ukrywała się w Albinowie pod Opatowem.
Po wojnie, od kwietnia do września 1945 występowała w Teatrze Miejskim w Katowicach. W sezonie 1945/46 prowadziła z K. Adwentowiczem Teatr Powszechny im. Żołnierza Polskiego w Krakowie. W sezonie 1946/47 kierowała najpierw krakowskim Okręgowym Teatrem Domu Żołnierza, a od grudnia Zrzeszeniem Artystów pn. Komedia Muzyczna. W 1947 uzyskała uprawnienia reżyserskie. W sezonie 1947/48 występowała gościnnie w warszawskim Studio Teatr MO. W latach 1948–1951 należała do zespołu Teatru Powszechnego w Łodzi (także reżyserowała). Następnie w Warszawie: w latach 1951–1953 należała do zespołu Teatru Nowego, w latach 1953–1955 do zespołu Teatru Powszechnego. Potem, od 1 listopada 1955 do października 1959, była aktorką, reżyserem, dyrektorem i kierownikiem artystycznym Teatru Ludowego. Potem przeniosła się do Teatru Klasycznego i pracowała jako reżyser do końca sezonu 1963/64. W tym okresie reżyserowała także gościnnie m.in. w Teatrze Polskim w Szczecinie.
19 stycznia 1955 na wniosek Ministra Kultury i Sztuki została odznaczona Medalem 10-lecia Polski Ludowej.
Zmarła w Warszawie, pochowana na cmentarzu Wojskowym na Powązkach (kwatera B19-8-8).

## Życie prywatne
Była żoną Karola Adwentowicza (ich ślub odbył się 2 lipca 1936 w kościele ewangelicko-reformowanym w Warszawie).